# 吉利厄德 (印第安納州)
吉利厄德（英語：Gilead）是位於美國印第安納州邁阿密縣的一個非建制地區。該地的面積和人口皆未知。